# Crioll de São Nicolau
El Crioll de São Nicolau és un dialecte del crioll capverdià, que pertany al grup dels criolls de Barlavento, parlat principalment a l'illa de São Nicolau.
S'estima que és parlat pel 2,80% de la població de Cap Verd, però aquest número podria ser lleugerament més gran a causa de l'emigració interna a les illes, i encara més si hi afegim els parlants a comunitats d'emigrants a l'estranger.

## Característiques
Més enllà de les característiques generals dels criolls de Sotavento el crioll de São Nicolau té les següents característiques:
- L'aspecte progressiu del present és format col·locant tâ tâ abans dels verbs:tâ + tâ + V.
- En la conjugació pronominal amb la primera persona del singular dels verbs acabats en ~a, el so /ɐ/ està representat per /ɔ/. Ex.: panhó-m’ en comptes de panhâ-m’ «apanhar-me», levó-m’ en comptes de levâ-m’ «levar-me», coçó-m’ en comptes de coçâ-m’ «coçar-me».
- Els sons /k/ i /ɡ/ estan representants ocasionalment per /ʧ/ e /ʤ/ quan es troben abans de vocals palatals. Ex.: f’djêra en comptes de f’guêra «figueira», patchê en comptes de paquê «porque», Pr’djíça en comptes de Pr’guiíça «Preguiça» (topònim), tchím en comptes de quêm «quem».
- El so /ʤ/ (derivat del portuguès antic escrit j a l'inici de paraula) està parcialment representat per /ʒ/. Ex. jantâ en comptes de djantâ «jantar», jôg’ en comptes de djôg' «jogo», però djâ «já», Djõ «João» manté el so /ʤ/.
- Les vocals àtones finals /i/ i /u/ no desapareixen quan són precedides dels sons /k/ o /ɡ/. Ex.: tabácu i no tabóc’ «tabaco», frángu i no fróng’ «frango».